# Aspalathus pilantha
Aspalathus pilantha är en ärtväxtart som beskrevs av Rolf Martin Theodor Dahlgren. Aspalathus pilantha ingår i släktet Aspalathus och familjen ärtväxter. Inga underarter finns listade i Catalogue of Life.